# 大田镇 (攀枝花市)
大田镇，是中华人民共和国四川省攀枝花市仁和区下辖的一个乡镇级行政单位。

## 行政区划
大田镇下辖以下地区：
大田街社区、班庄村、银鹿村、乌喇么村、片那立村、小啊喇村和大田村。